# Episodi di Mai dire sì (quarta stagione)
La quarta stagione della serie televisiva Mai dire sì, composta da 22 episodi, è andata in onda per la prima volta negli Stati Uniti dal 25 settembre 1984 al 14 maggio 1985 sulla NBC.
| nº | Titolo originale                   | Titolo italiano              | Prima TV USA      | Prima TV Italia |
| -- | ---------------------------------- | ---------------------------- | ----------------- | --------------- |
| 1  | Steele Searching (Part 1)          | Cercando Steele (1ª parte)   | 24 settembre 1985 |                 |
| 2  | Steele Searching (Part 2)          | Cercando Steele (2ª parte)   | 1º ottobre 1985   |                 |
| 3  | Steele Blushing                    | Ritratti                     | 22 ottobre 1985   |                 |
| 4  | Grappling Steele                   | I cicloni del ring           | 29 ottobre 1985   |                 |
| 5  | Forget Steele                      | Partita a poker              | 12 novembre 1985  |                 |
| 6  | Corn-Fed Steele                    | Vita nei campi               | 19 novembre 1985  |                 |
| 7  | Premium Steele                     | Falsi necrologi              | 3 dicembre 1985   |                 |
| 8  | Coffee, Tea or Steele              | Servizio esclusivo           | 10 dicembre 1985  |                 |
| 9  | Dancer, Prancer, Donner and Steele | Paura a Natale               | 17 dicembre 1985  |                 |
| 10 | Steele on the Air                  | Delitto radiofonico          | 7 gennaio 1986    |                 |
| 11 | Steele, Inc.                       | Filiali in tutto il mondo    | 14 gennaio 1986   |                 |
| 12 | Steele Spawning                    | Caviale calibro 9            | 28 gennaio 1986   |                 |
| 13 | Suburban Steele                    | Una gallina dalle uova d'oro | 11 febbraio 1986  |                 |
| 14 | Santa Claus is coming to Steele    | Rivale in amore              | 18 febbraio 1986  |                 |
| 15 | Steele Blue Yonder                 | Un vero eroe                 | 22 febbraio 1986  |                 |
| 16 | Sensitive Steele                   | Teneramente insieme          | 1º marzo 1986     |                 |
| 17 | Steele in the Spotlight            | Trent'anni dopo              | 8 marzo 1986      |                 |
| 18 | Steele at Your Service             | La stanza di vetro           | 15 marzo 1986     |                 |
| 19 | Steele in the Running              | La corsa                     | 22 marzo 1986     |                 |
| 20 | Beg, Borrow or Steele              | Fantasmi per forza           | 29 marzo 1986     |                 |
| 21 | Steele Alive and Kicking           | Steele vivo e vegeto         | 3 marzo 1986      |                 |
| 22 | Bonds of Steele                    | Progetto Omega               | 10 marzo 1986     |                 |

## Cercando Steele (1ª parte)
- Titolo originale: '
- Diretto da:
- Scritto da:

## Cercando Steele (2ª parte)
- Titolo originale: '
- Diretto da:
- Scritto da:

## Ritratti
- Titolo originale: '
- Diretto da:
- Scritto da:

## I cicloni del ring
- Titolo originale: '
- Diretto da:
- Scritto da:

## Partita a poker
- Titolo originale: '
- Diretto da:
- Scritto da:

## Vita nei campi
- Titolo originale: '
- Diretto da:
- Scritto da:

## Falsi necrologi
- Titolo originale: '
- Diretto da:
- Scritto da:

## Servizio esclusivo
- Titolo originale: '
- Diretto da:
- Scritto da:

## Paura a Natale
- Titolo originale: '
- Diretto da:
- Scritto da:

## Delitto radiofonico
- Titolo originale: '
- Diretto da:
- Scritto da:

## Filiali in tutto il mondo
- Titolo originale: '
- Diretto da:
- Scritto da:

## Caviale calibro 9
- Titolo originale: '
- Diretto da:
- Scritto da:

## Una gallina dalle uova d'oro
- Titolo originale: '
- Diretto da:
- Scritto da:

## Rivale in amore
- Titolo originale: '
- Diretto da:
- Scritto da:

## Un vero eroe
- Titolo originale: '
- Diretto da:
- Scritto da:

## Teneramente insieme
- Titolo originale: '
- Diretto da:
- Scritto da:

## Trent'anni dopo
- Titolo originale: '
- Diretto da:
- Scritto da:

## La stanza di vetro
- Titolo originale: '
- Diretto da:
- Scritto da:

## La corsa
- Titolo originale: '
- Diretto da:
- Scritto da:

## Fantasmi per forza
- Titolo originale: '
- Diretto da:
- Scritto da:

## Steele vivo e vegeto
- Titolo originale: '
- Diretto da:
- Scritto da:

## Progetto Omega
- Titolo originale: '
- Diretto da:
- Scritto da: